# Сангвинети, Коррадо
Коррадо Сангвинети (род. 7 ноября 1964, Камерино, провинции Мачерата) является епископом римско-католической епархии Павия. Он был назначен на эту должность 16 ноября 2015, заменив Джованни Джудичи.

## Биография
После получения диплома классической средней школы и двух лет обучения на юридическом факультете Государственного университета Камерино, он поступил в Региональную семинарию Фано, где завершил свое церковное образование. Продолжил свое академическое образование в Риме, в Папском Салезианском университете, получив степень доктора богословия.
30 октября 1988 года он был рукоположен в сан священника.
16 ноября 2015 года папа Франциск назначил его епископом Павия. Он был рукоположен 9 января 2016 года.